# Список богомолів Китайської Республіки
У фауні Тайваню відомо понад 20 видів богомолів. Найбільше представлена родина богомолові, найбагатші роди - Acromantis, Statilia, Tenodera. 

## Список видів
| Наукова назва, автор, рік опису          | Таксономія           | Статус МСОП | Зображення | Зауваження щодо поширення |
| Acromantis australis (Saussure, 1871)    | Родина Hymenopodidae |             |            | |
| Acromantis formosana (Shiraki, 1911)     | Родина Hymenopodidae | -           |            | |
| Acromantis japonica (Westwood, 1889)     | Родина Hymenopodidae | -           |            | |
| Amantis nawai (Shiraki, 1908)            | Родина Gonypetidae   | —           |            | |
| Astyliasula major (Beier, 1929)          | Родина Hymenopodidae | —           |            | |
| Epitenodera capitata (Saussure, 1869)    | Родина богомолові    | -           |            | |
| Hierodula formosana (Giglio-Tos, 1912)   | Родина богомолові    | —           |            | За даними Вермеєрша цей вид належить до роду Titanodula; окрім Тайваню поширений на півдні материкового Китаю, а також за сумнівними даними — на Молуккських островах               |
| Hierodula patellifera (Serville, 1839)   | Родина богомолові    | —           |            | |
| Hierodula venosa (Olivier, 1796)         | Родина богомолові    | —           |            | |
| Mantis religiosa Linnaeus, 1758          | Родина богомолові    | LC          |            | |
| Odontomantis planiceps (de Haan, 1842)   | Родина Hymenopodidae | —           |            | |
| Phyllothelys cornutus (Znang, 1988)      | Родина Hymenopodidae | —           |            | |
| Phyllothelys werneri (Karny, 1915)       | Родина Hymenopodidae | —           |            | |
| Statilia maculata (Thunberg, 1784)       | Родина богомолові    | —           |            | Попри сумніви окремих авторів у наявності популяції цього виду, відмінної від виду Statilia nemoralis, 2020 року особин цього виду було виявлено й точно визначено в повіті Наньтоу |
| Statilia nemoralis (Saussure, 1870)      | Родина богомолові    | —           |            | |
| Statilia parva (Yang,1979)               | Родина богомолові    | —           |            | |
| Tenodera angustipennis (Saussure, 1869)  | Родина богомолові    | —           |            | |
| Tenodera aridifolia (Saussure, 1871)     | Родина богомолові    | —           |            | |
| Tenodera sinensis (Saussure, 1871)       | Родина богомолові    | —           |            | |
| Tenodera superstitiosa (Fabricius, 1781) | Родина богомолові    | —           |            | |
| Theopompa ophthalmica (Olivier, 1792)    | Родина Gonypetidae   | —           |            | |